# Literaturjahr 1941
Liste der Literaturjahre

◄◄ | ◄ | 1937 | 1938 | 1939 | 1940 | Literaturjahr 1941 | 1942 | 1943 | 1944 | 1945

Weitere Ereignisse

## Ereignisse

### Prosa
- Von John Dickson Carr erscheint der Kriminalroman The Case of the Constant Suicides.
- Die Kriminalromane Das Böse unter der Sonne (Evil Under the Sun) und Rotkäppchen und der böse Wolf (N or M?) von Agatha Christie erscheinen.
- Von Gerhart Hauptmann erscheinen Das Märchen und, erstmals als Buchausgabe, Der Schuss im Park.
- Franz Werfel veröffentlicht Das Lied von Bernadette.
- Der Science-Fiction-Roman Lest Darkness Fall von Lyon Sprague de Camp erscheint.
- Veröffentlichung der ersten Fragmente des Epos Polnische Blumen des polnischen Dichters Julian Tuwim.

### Drama
- 10. Januar: Das Stück Arsen und Spitzenhäubchen (Arsenic and Old Lace) von Joseph Kesselring hat am Broadway seine Uraufführung.
- 24. März: Die Schauspielfassung des Romans Native Son von Richard Wright wird unter der Regie von Orson Welles am St. James Theatre in New York uraufgeführt.
- 19. April: Bertolt Brechts Drama Mutter Courage und ihre Kinder wird am Schauspielhaus Zürich uraufgeführt. Der Stoff des epischen Theaterstücks stammt aus dem Schelmenroman Trutz Simplex oder Lebensbeschreibung der Ertzbetrügerin und Landstörtzerin Courasche von Hans Jakob Christoffel von Grimmelshausen.
- 03. Juni: Das Bühnenstück Wilhelm Tell von Friedrich Schiller wird nach einer „Führeranweisung“ Adolf Hitlers aus Bibliotheken und Schullehrplänen entfernt, seine Aufführung im Deutschen Reich verboten.
- 06. Dezember: Das Schauspiel in drei Aufzügen Ich bin Doktor Eckart des evangelischen Pfarrers und Schriftstellers Artur Brausewetter wird am Nationaltheater in Weimar uraufgeführt. Es basiert auf Brausewetters Romanvorlage Die große Liebe (1918).

### Sachliteratur
- Von Stefan Zweig erscheint der Reisebericht Brasilien. Ein Land der Zukunft.
- Von Rudolf Rößler erscheint unter dem Pseudonym R. A. Hermes die Studie Die Kriegsschauplätze und die Bedingungen der Kriegführung.

### Romanverfilmungen
- 03. Oktober: Der Kriminalfilm The Maltese Falcon von John Huston hat in den USA Premiere. Bei der dritten Verfilmung des gleichnamigen Romans von Dashiell Hammett hat sich der Regisseur in den achtwöchigen Dreharbeiten erstmals nahe an das Original gehalten.

### Preisverleihungen
- Der Nobelpreis für Literatur wird ebenso wie alle anderen Nobelpreise nicht verliehen.

### Sonstiges
- 03. Januar: In einem Rundschreiben Martin Bormanns wird die Verwendung der Fraktur als vermeintliche „Judenschrift“ für unerwünscht erklärt und die Antiqua zur Normal-Schrift im nationalsozialistischen Deutschen Reich erklärt.
- 28. März: Virginia Woolf tötet sich im Fluss Ouse selbst.
- 24. April: Die schwedische Schriftstellerin Karin Boye tötet sich in einem Wald bei Alingsås selbst.

## Geboren

### Januar bis März
- 02. Januar: Joachim Kath, deutscher Kommunikationswissenschaftler und Buchautor
- 08. Januar: Graham Chapman, britischer Schauspieler und Schriftsteller († 1989)
- 09. Januar: Ernst Vlcek, österreichischer Science-Fiction-Autor († 2008)
- 10. Januar: Horst Jüssen, deutscher Schauspieler, Regisseur und Autor († 2008)
- 14. Januar: Faye Dunaway, US-amerikanische Schauspielerin, Regisseurin, Produzentin und Drehbuchautorin
- 19. Januar: Stan Persky, kanadischer Schriftsteller, Medienkommentator und Hochschuldozent († 2024)
- 20. Januar: Pete Ariel, deutscher Filmregisseur, Filmeditor, Regieassistent und Drehbuchautor († 2012)
- 21. Januar: Elaine Showalter, US-amerikanische Feministin und Literaturwissenschaftlerin
- 22. Januar: Jaan Kaplinski, estnischer Schriftsteller, Lyriker, Übersetzer und Philosoph († 2021)
- 23. Januar: João Ubaldo Ribeiro, brasilianischer Schriftsteller († 2014)
- 25. Januar: Sengai Aaliyan, tamilischer Schriftsteller († 2016)
- 26. Januar: Jochen Missfeldt, deutscher Schriftsteller
- 28. Januar: Peter Voß, deutscher Journalist
- 30. Januar: Gregory Benford, US-amerikanischer Science-Fiction-Autor und Physiker

- 01. Februar: Jerry Spinelli, Autor von Jugendbüchern und Romanen für junge Erwachsene
- 02. Februar: Bolívar Echeverría, ecuadorianisch-mexikanischer Wissenschaftler, Philosoph und Schriftsteller († 2010)
- 03. Februar: Michael Scharang, österreichischer Schriftsteller
- 04. Februar: Wolfgang Buresch, deutscher freier Autor, Puppenspieler und Regisseur († 2025)
- 04. Februar: Kim Chi-ha, südkoreanischer Dichter und Essayist († 2022)
- 04. Februar: Hubert Straßl, österreichischer Schriftsteller
- 12. Februar: Aydın Engin, türkischer Theaterautor und -regisseur, Journalist und Kolumnist († 2022)
- 12. Februar: Binjamin Wilkomirski, Schweizer Autor
- 20. Februar: Alexander Gauland, deutscher Jurist, Publizist und Politiker
- 21. Februar: Heinrich Zankl, deutscher Humanbiologe und Sachbuchautor
- 22. Februar: Jack Darcus, kanadischer Regisseur, Drehbuchautor, Maler und Schriftsteller
- 23. Februar: William Hjortsberg, US-amerikanischer Schriftsteller († 2017)
- 28. Februar: Andris Jakubāns, lettischer Prosa- und Drehbuchautor († 2008)

- 01. März: Sulejman Halil Mato, albanischer Schriftsteller
- 18. März: Wolfgang Bauer, österreichischer Schriftsteller († 2005)
- 24. März: Günther Bentele, deutscher Jugendbuchautor
- 24. März: Karl Blessing, deutscher Verleger († 2005)

### April bis Juni
- 06. April: Hans W. Geißendörfer, deutscher Regisseur, Autor und Produzent
- 10. April: Jamie Reid, kanadischer Dichter, Schriftsteller und Kunst-Aktivist († 2015)
- 10. April: Paul Theroux, US-amerikanischer Reiseschriftsteller
- 10. April: Martin Waddell, britischer Schriftsteller
- 11. April: Benno Hurt, deutscher Schriftsteller, Fotograf und Jurist
- 13. April: Jean-Marc Reiser, französischer Comiczeichner († 1983)
- 14. April: Landolf Scherzer, deutscher Schriftsteller und Publizist
- 15. April: Klaus Stiller, deutscher Schriftsteller († 2024)
- 18. April: Michael D. Higgins, irischer Politiker und Dichter, irischer Staatspräsident
- 22. April: Michael Schulte, deutscher Schriftsteller und literarischer Übersetzer († 2019)
- 25. April: Werner Enke, deutscher Schauspieler und Autor
- 30. April: Heinz Prüller, österreichischer Journalist

- 02. Mai: Elvira Hoffmann, deutsche Schriftstellerin
- 03. Mai: Dieter Borchmeyer, deutscher Literaturwissenschaftler
- 04. Mai: Erwin Kruk, deutsch-polnischer Schriftsteller, masurischer Dichter und Literaturkritiker polnischer Sprache († 2017)
- 13. Mai: Hademar Bankhofer, österreichischer Journalist
- 19. Mai: Nora Ephron, US-amerikanische Drehbuchautorin und Filmregisseurin († 2012)
- 21. Mai: Norbert Klaus Fuchs, deutscher Autor, Herausgeber und Verleger
- 22. Mai: Donald Harman Akenson, US-amerikanischer Historiker und Schriftsteller
- 23. Mai: Uwe Brandner, deutscher Regisseur und Schriftsteller († 2018)
- 24. Mai: Bob Dylan, US-amerikanischer Folk- und Rockmusiker sowie Lyriker
- 28. Mai: Guntram Vesper, deutscher Schriftsteller und Dichter († 2020)
- 30. Mai: Roberto Calasso, italienischer Essayist und kulturphilosophischer Schriftsteller († 2021)
- 31. Mai: Hans Neuenfels, deutscher Schriftsteller, Librettist, Theater- und Opernregisseur († 2022)
- 02. Juni: Ann-Monika Pleitgen, deutsche Schauspielerin († 2024)

- 03. Juni: Monika Maron, deutsche Schriftstellerin
- 05. Juni: Spalding Gray, US-amerikanischer Schauspieler, Drehbuchautor und Schriftsteller († 2004)
- 12. Juni: Walther Umstätter, Professor für Bibliotheks- und Informationswissenschaft († 2019)
- 14. Juni: John Edgar Wideman, US-amerikanischer Schriftsteller und Essayist
- 15. Juni: Frank Strecker, deutscher Schauspieler, Regisseur und Autor († 2000)
- 22. Juni: Ed Bradley, US-amerikanischer Journalist († 2006)
- 24. Juni: Julia Kristeva, bulgarisch-französische Philosophin, Psychoanalytikerin und Autorin
- 25. Juni: Denys Arcand, kanadischer Filmregisseur, Drehbuchautor und Produzent
- 27. Juni: James P. Hogan, britischer Science-Fiction-Schriftsteller († 2010)
- 27. Juni: Krzysztof Kieślowski, polnischer Filmregisseur und Drehbuchautor († 1996)
- 30. Juni: Roger Blachon, französischer Cartoonist († 2008)
- 30. Juni: Wolfgang Hermann Körner, deutscher Schriftsteller († 2021)

### Juli bis September
- 03. Juli: Wilfried F. Schoeller, deutscher Literaturkritiker und Autor († 2020)
- 04. Juli: Tomaž Šalamun, slowenischer Dichter († 2014)
- 05. Juli: Barbara Frischmuth, österreichische Schriftstellerin und Übersetzerin († 2025)
- 07. Juli: Wolfram Setz, deutscher Historiker, Herausgeber, Übersetzer und Essayist († 2023)
- 08. Juli: Klaus J. Stöhlker, deutsch-Schweizer Journalist, Berater, Autor und Unternehmer
- 09. Juli: Nancy Farmer, US-amerikanische Schriftstellerin
- 11. Juli: Heiner Bremer, deutscher Journalist
- 16. Juli: Dag Solstad, norwegischer Autor († 2025)
- 17. Juli: Jürgen Flimm, deutscher Regisseur und Intendant († 2023)
- 25. Juli: Raúl Ruiz, chilenisch-französischer Filmregisseur und Drehbuchautor († 2011)
- 26. Juli: Enrique Fierro, uruguayischer Schriftsteller, Dichter, Übersetzer und Literaturkritiker († 2016) – geboren 1941 oder 1942
- 29. Juli: Wolfgang Bittner, deutscher Schriftsteller
- 29. Juli: Peter Hohl, deutscher Schriftsteller, Publizist und Verleger

- 02. August: François Weyergans, belgisch-französischer Schriftsteller († 2019)
- 05. August: Alexander K. Dewdney, kanadischer Informatiker, Buchautor († 2024)
- 07. August: Franco Columbu, italienisch-US-amerikanischer Bodybuilder, Chiropraktiker, Autor und Filmschauspieler
- 12. August: Réjean Ducharme, frankokanadischer Schriftsteller und Dramatiker († 2017)
- 14. August: Antonio Piñero, spanischer Philologe, Historiker und Autor
- 16. August: Kōjin Karatani, japanischer Literaturwissenschaftler und Philosoph
- 25. August: Carol Bolt, kanadische Dramatikerin († 2000)
- 26. August: Barbara Ehrenreich, US-amerikanische Sachbuch-Autorin und journalistische Kolumnistin († 2022)
- 27. August: Monika Sperr, deutsche Schriftstellerin († 1984)
- 31. August: Wolfgang Hilbig, deutscher Schriftsteller († 2007)

- 05. September: Rachid Boudjedra, algerischer Schriftsteller
- 14. September: Eckhard Henscheid, deutscher Schriftsteller
- 16. September: Hans-Georg Stümke, deutscher Wetterbeobachter, Schriftsteller, Historiker und Publizist († 2002)
- 19. September: Peter Horton, österreichischer Gitarrist, Liedermacher, Fernsehmoderator und Schriftsteller († 2023)
- 27. September: Tommaso Di Ciaula, italienischer Schriftsteller und Journalist († 2021)
- 27. September: Werner Röhr, deutscher Philosoph und Historiker († 2022)
- 29. September: Gaston Salvatore, deutschsprachiger Schriftsteller († 2015)
- 30. September: Britt Eleonora Arenander, schwedische Schriftstellerin, Übersetzerin und Journalistin

### Oktober bis Dezember
- 02. Oktober: John Sinclair, US-amerikanischer Dichter und Schriftsteller († 2024)
- 04. Oktober: Anne Rice, US-amerikanische Schriftstellerin († 2021)
- 05. Oktober: Manfred Bofinger, deutscher Grafiker und Cartoonist († 2006)
- 09. Oktober: Egon Ammann, Schweizer Verleger († 2017)
- 10. Oktober: Assadullah Habib, afghanischer Dichter und Schriftsteller
- 10. Oktober: Gerd Honsik, deutscher Schriftsteller, Dichter und Holocaustleugner
- 10. Oktober: Ken Saro-Wiwa, nigerianischer Bürgerrechtler und Schriftsteller († 1995)
- 13. Oktober: Hartmut Elsenhans, deutscher Politikwissenschaftler († 2024)
- 13. Oktober: Robert Hunter, kanadischer Journalist, Autor und Politiker († 2005)
- 19. Oktober: Pepetela, angolanischer Schriftsteller, Politiker und Befreiungskämpfer
- 19. Oktober: Nurit Zarchi, israelische Schriftstellerin
- 22. Oktober: Max Apple, US-amerikanischer Schriftsteller und Drehbuchautor
- 25. Oktober: Anne Tyler, US-amerikanische Schriftstellerin
- 26. Oktober: Bob de Groot, belgischer Comiczeichner († 2023)
- 27. Oktober: Gerd Brantenberg, norwegische Autorin
- 30. Oktober: Sérgio Sant’Anna, brasilianischer Schriftsteller († 2020)

- 06. November: Mário Cláudio, portugiesischer Schriftsteller
- 21. November: Margriet de Moor, niederländische Schriftstellerin
- 23. November: Jochen Hauser, deutscher Schriftsteller und Drehbuchautor
- 23. November: Derek Mahon, irischer Dichter († 2020)
- 24. November: Ricardo Piglia, argentinischer Schriftsteller († 2017)
- 25. November: Gerald Seymour, britischer Schriftsteller
- 26. November: Wolfgang Schivelbusch, deutscher Kulturhistoriker und Publizist († 2023)
- 28. November: Hermann Strasser, österreichischer Soziologe und Publizist

- 01. Dezember: Jesús Moncada, spanischer Schriftsteller († 2005)
- 03. Dezember: Eduard Prinz von Anhalt, deutscher Journalist und Buchautor
- 06. Dezember: Heinz Gstrein, österreichisch-schweizerischer Orientalist, orthodoxer Theologe, Auslandskorrespondent und Sachbuchautor († 2023)
- 07. Dezember: Jürgen Horlemann, deutscher Politiker und Verleger († 1995)
- 07. Dezember: Christa Zeuch, deutsche Kinder- und Jugendbuchautorin.
- 10. Dezember: Jan Flieger, deutscher Kinder-, Jugendbuch- und Krimiautor
- 13. Dezember: Christa Maerker, deutsche Journalistin, Filmkritikerin, Dokumentarfilm-, Drehbuch- und Hörspielautorin († 2023)
- 14. Dezember: Antoni Morell i Mora, andorranischer Schriftsteller († 2020)
- 14. Dezember: Ellen Willis, US-amerikanische Essayistin, Journalistin und Feministin († 2006)
- 16. Dezember: Poldy Bird, argentinische Schriftstellerin und Verlegerin († 2018)
- 25. Dezember: Lex Hixon, US-amerikanischer Poet, Philosoph und spiritueller Lehrer († 1995)

### Genaues Datum unbekannt
- Volker Arzt, deutscher Diplomphysiker, Moderator und Autor
- Jenni Calder, britische Literaturhistorikerin und Dichterin
- Beverley Harper, australische Autorin († 2002)
- Regina Karachouli, deutsche Arabistin, Übersetzerin und Kulturwissenschaftlerin
- Vlady Kociancich, argentinische Schriftstellerin und Übersetzerin († 2022)
- Rudi Palla, österreichischer Filmemacher und Schriftsteller

## Gestorben
- 01. Januar: Max Neal, deutscher Schwankautor (* 1865)
- 13. Januar: James Joyce, irischer Schriftsteller (* 1882) James Joyce, 1915

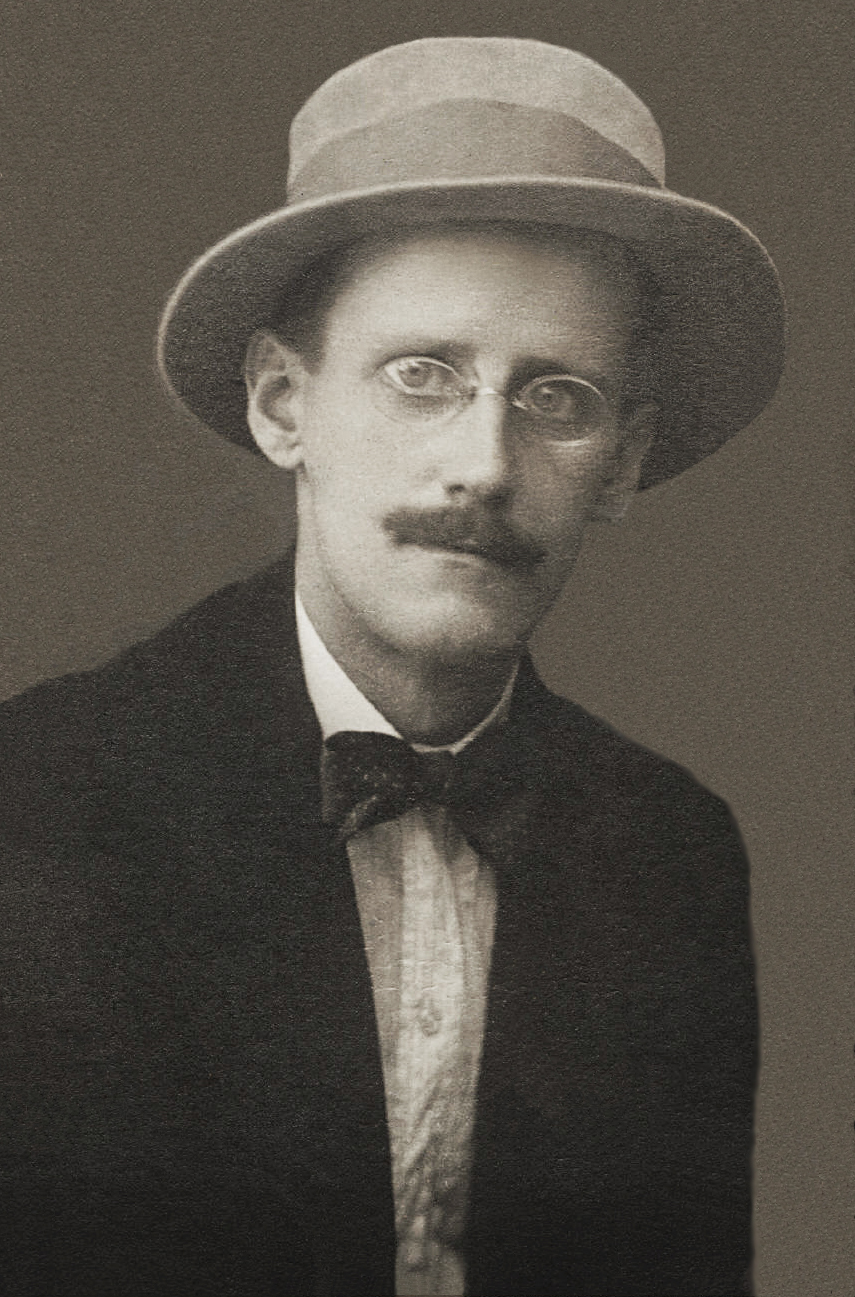
James Joyce, 1915

- 18. Januar: Anton Kuh, österreichischer Journalist, Essayist und Erzähler (* 1890)

- 02. Februar: Johannes Schlaf, deutscher Dramatiker, Erzähler und Übersetzer (* 1862)
- 05. Februar: Andrew Barton Paterson, australischer Dichter (* 1864)
- 09. Februar: Elizabeth von Arnim, britische Schriftstellerin (* 1866)
- 13. Februar: Marcet Haldeman, US-amerikanische Autorin (* 1887)
- 14. Februar: Alfred Apfel, deutscher Rechtsanwalt, Strafverteidiger und Autor (* 1882)
- 18. Februar: Alfred Ackermann-Teubner, deutscher Verleger und Buchhändler (* 1857)

- 08. März: Sherwood Anderson, US-amerikanischer Erzähler (* 1876)
- 28. März: Virginia Woolf, britische Schriftstellerin und Verlegerin (* 1882)
- 30. März: Elisabeth Baumann-Schlachter, Schweizer Schriftstellerin (* 1887)

- 08. April: Max Herrmann-Neiße, deutscher Schriftsteller (* 1886)
- 08. April: Marcel Prévost, französischer Schriftsteller (* 1862)
- 08. April: Mariusz Zaruski, polnischer General, Segelsportler, Bergsteiger, Schriftsteller, Lyriker und Maler (* 1867)
- 17. April: Alexander Zinn, deutscher Schriftsteller und Politiker (* 1880)
- 24. April: Karin Boye, schwedische Schriftstellerin (* 1900) Karin Boye in den 1940er Jahren

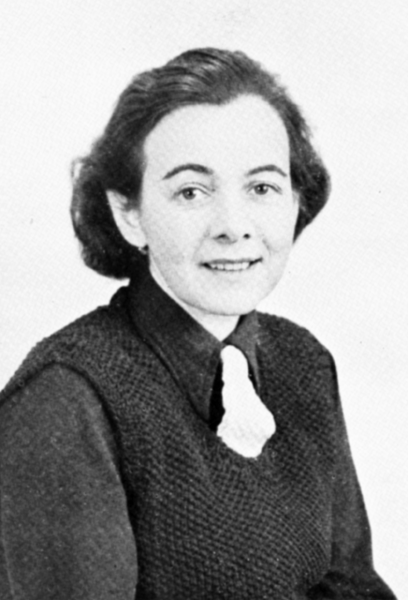
Karin Boye in den 1940er Jahren

- 26. April: Eufemia von Adlersfeld-Ballestrem, deutsche Schriftstellerin (* 1854)

- 06. Mai: Heinrich Simon, deutscher Journalist und Verleger (* 1880)

- 01. Juni: Hugh Walpole, britischer Schriftsteller (* 1884)

- 04. Juli: Tadeusz Boy-Żeleński, polnischer Dichter (* 1874)
- 15. Juli: Max Kretzer, deutscher Schriftsteller (* 1854)
- 26. Juli: Josephine Siebe, deutsche Kinderbuchautorin (* 1870)

- 07. August: Rabindranath Tagore, bengalischer Dichter, Maler, Philosoph (* 1861)
- 22. August: Julius Petersen, deutscher Literaturwissenschaftler (* 1878)
- 31. August: Marina Zwetajewa, russische Dichterin (* 1892)

- 08. Oktober: Gus Kahn, US-amerikanischer Musiker, Liedermacher und Textdichter (* 1886)
- 14. Oktober: Arthur Holitscher, tschechischer jüdischer Schriftsteller (* 1869)
- 20. Oktober: Hanuš Bonn, tschechischer Dichter, Literaturkritiker und Übersetzer (* 1913)
- 29. Oktober: Alexander Afinogenow, russischer Schriftsteller und Dramatiker (* 1904)
- 29. Oktober: Bruno Cassirer, polnischer jüdischer Verleger, Galerist und Pferdezüchter (* 1872)

- 04. November: Wassili Anutschin, russischer Ethnograf und Journalist (* 1875)
- 06. November: Maurice Leblanc, französischer Schriftsteller (* 1864)
- 07. November: Albin Zollinger, Schweizer Schriftsteller (* 1895)
- 17. November: Edmond Haraucourt, französischer Schriftsteller (* 1856)

- 08. Dezember: Ludwig Anton, österreichischer Schriftsteller und Arzt (* 1872)
- 29. Dezember: Luigi Albertini, italienischer Politiker und Publizist (* 1871)